# Жозефа Обідуш
Жозефа Обідуш (порт. Josefa de Óbidos, бл. 1630—1684) — провінційна художниця з Португалії, майстриня барокового релігійного живопису та натюрмортів XVII ст.

## Життєпис
Рік народження майбутньої художниці залишився невідомим, за рік народження умовно беруть 1630-й. Достеменно відомо лише, що вона народилась у місті Севілья і походила з родини іспанського художника Балтазара Гоміша Фігейра. Батько переселився до старовинного містечка Обідуш у Португалію і перевіз туди всю родину.
За іспанською традицією діти часто брали прізвище матері. Мати Жозефи — Каталіна де Айяла-і-Кабрера, тому донька звалась Хосефа де Айяла або за португальською Жозефа де Айяла. У історію португальського мистецтва увійшла під прізвиськом Жозефа Обідуш, за малим містечком, де мешкала і працювала усе життя і де померла.

## Початок художньої кар'єри
По ранні кроки художниці свідчать її офорти, виконані як копії з розповсюджених у мистецтві бароко алегорій. Водночас це свідоцтво її наполегливого опанування малюнка і малювання як такого, а також прагнення опанувати техніку офорта. Можливо, вона планувала трохи заробляти цим на життя. Сюжети її несміливих, недуже майстерних офортів — типові, це розповсюджені алегорії та зображення католицьких святих. Здивування викликає жінка того часу та її прагнення опанувати техніку офорта, небезпечну через використання отруйних речовин та вимогами мати помічників і друкарський верстат. Здивування викликає і той факт, що демократична графіка не мала ні пошани художників-іспанців, ні розповсюдження у мистецтві Іспанії, образотворче мистецтво котрої мало аристократичний, недемократичний характер.
Згодом Жозефа Обідуш перейшла до релігійного живопису, більш затребуваному у католицькому оточенні провінційної художниці, що теж демонструвала свою прихильність до католицтва як жіночу чесноту.

## Стилістика і художні авторитети майстрині

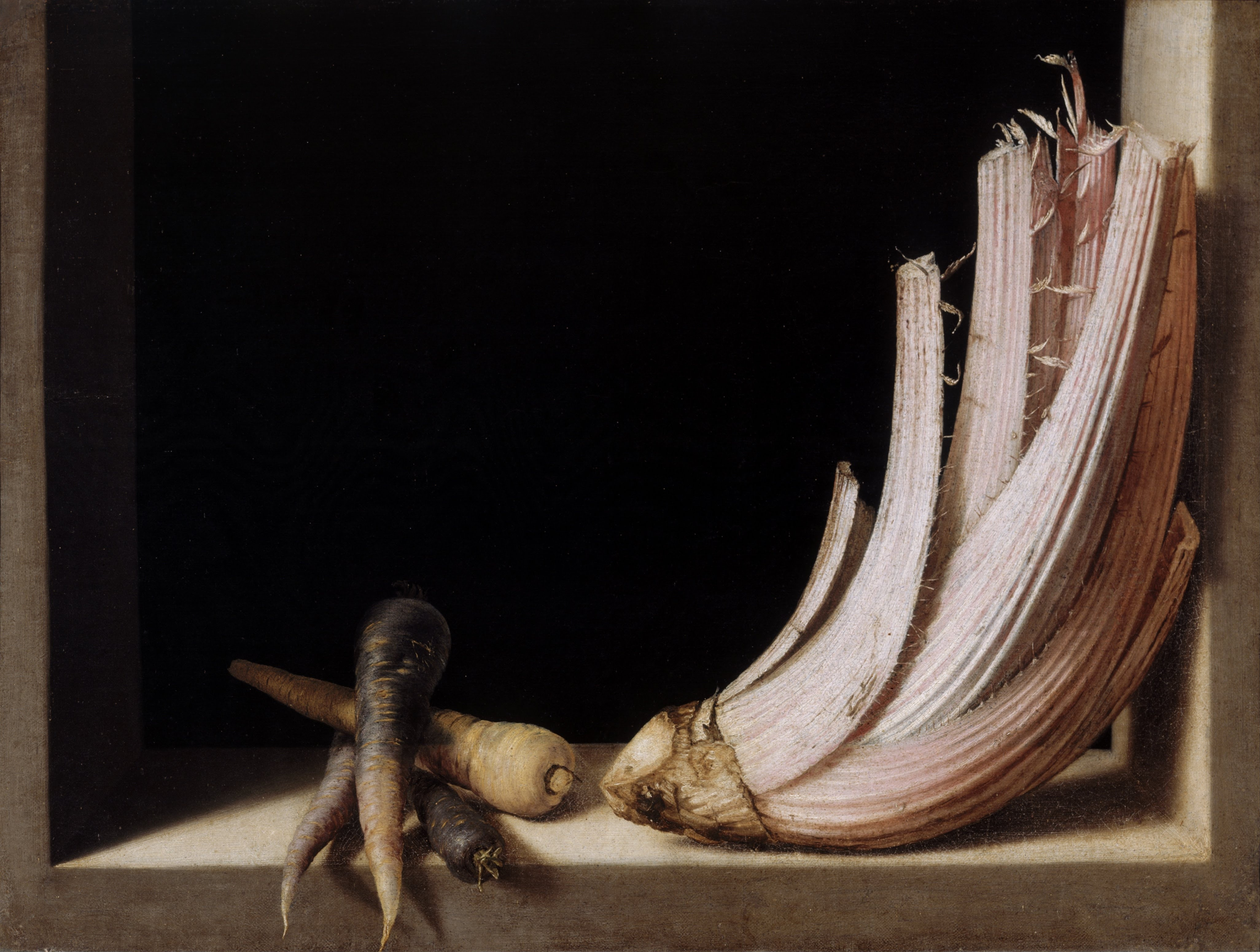
Хуан Санчес Котан. Музей красних мистецтв, Гранада.

Логічно, що першим авторитетом для доньки був батько. Твори майстрині на релігійну тематику доводять, що вона була знайома із художніми знахідками і композиціями караваджистів і сама була провінційною представницею цього напрямку у мистецтві Португалії.
Ймовірно, вона була знайома з традицією академізму і академічного реалізму у релігійному живопису. Звідси імперсональність (академічне прагнення до ідеальних образів) її біблійних персонажів і, особливо, янголів, виконаних за єдиною схемою. Її вони цікавили лише як необхідні додатки до релігійних картин.
Водночас Жозефа Обідуш як художниця була надзвичайно точною і реалістичною у відтворенні східних килимів, побутових речей чи квітів. Можливо, вона бачила натюрморти, створені відомими іспанськими художниками Котаном або Сурбараном. Але ні залишків іспанського маньєризму, ні аскетичної віртуозності натюрмортів Котана у творах майстрині не помічають. Навпаки, вона підходить до створення натюрмортів як жінка, що зацікавлена у художніх ефектах і декоративності. Звідси пишність її натюрмортів і перевантаженість квітами, бо художниця наче боїться порожнечі на темному просторі картини, тоді як страху перед порожнечею у натюрмортах нема ні у Сурбарана, ні тим паче у віртуозного майстра лаконічних і монументальних натюрмортів Котана.
На межі жанрів твори художників із релігійними католицькими символами (ягня, малюк-Христос), в котрих присмак солодкавості, сентиментальності, бажання викликати у глядача релігійний посил і молитовний настрій. В цих творах переважає барокова декоративність і аристократична пишність, як її розуміли майстри кінця XVII ст. та фламандці, бо живопис фламандців мав відверто аристократичний характер і орієнтувався на аристократичні смаки.
Ці твори копіювали розповсюджені релігійні схеми авторитетних фламандських католицьких художників і сентиментальні схеми релігійних картин пізнього Сурбарана.

## Перелік обраних картин
- «Каяття Марії Магдалини»
- «Різдво Христове»
- «Христос дитиною у позі спасителя у оточенні квітів»
- «Святий Йосип і Христос дитиною»
- «Благовіщення»
- «Голгофа»
- «Портрет Фаустіно де Невеша з янголом», 1670 р.
- «Натюрморт з випічкою», 1670 р.
- «Святий Бернард отримує молоко Мадонни», до 1670 р.
- «Свята Тереза Авільська і янголи», 1672 р.
- «Натюрморт з коштовним посудом і кошиком квітів», 1676 р.
- «Випічка, солодощі і квіти», бл. 1676

## Галерея обраних творів

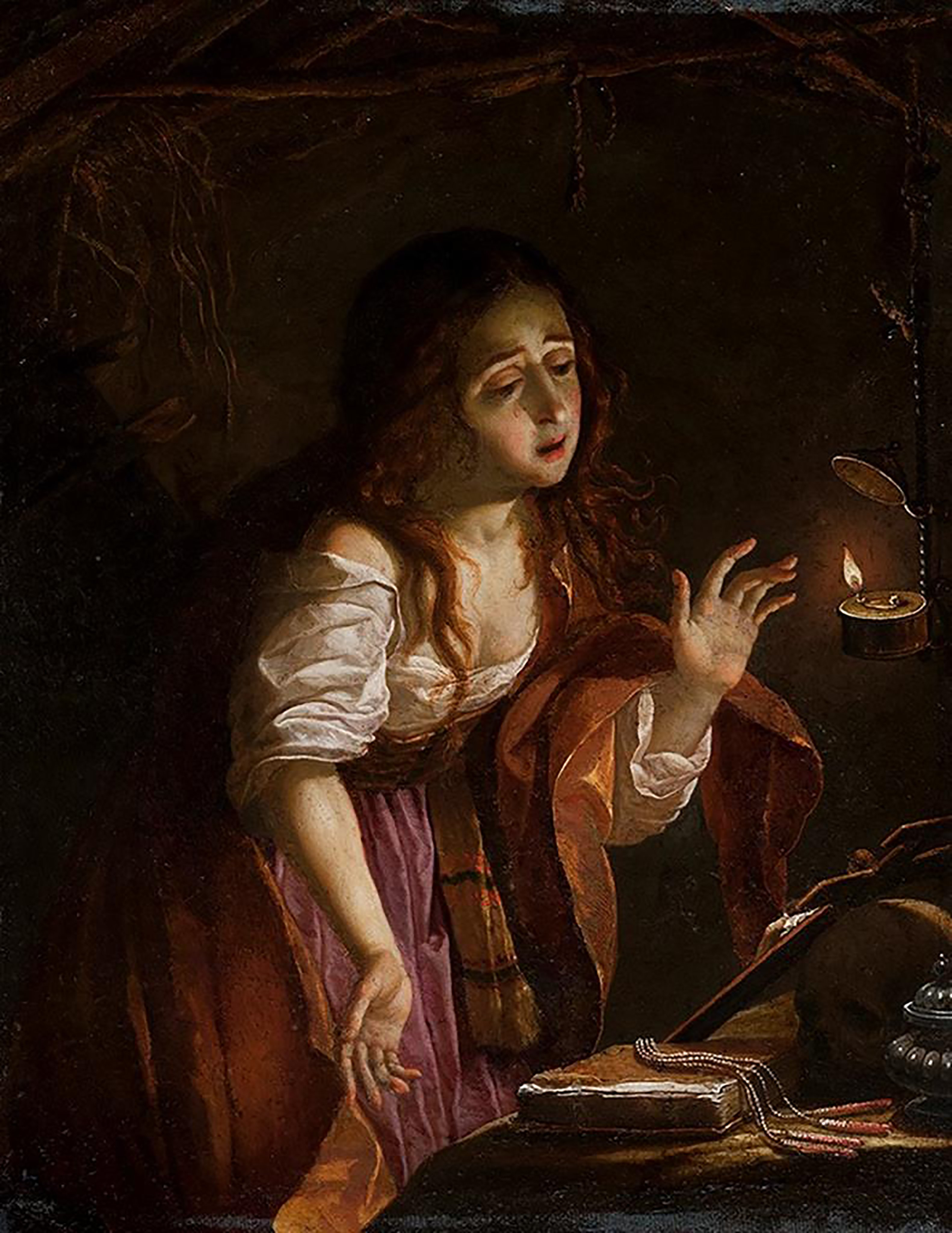
«Каяття Марії Магдалини»
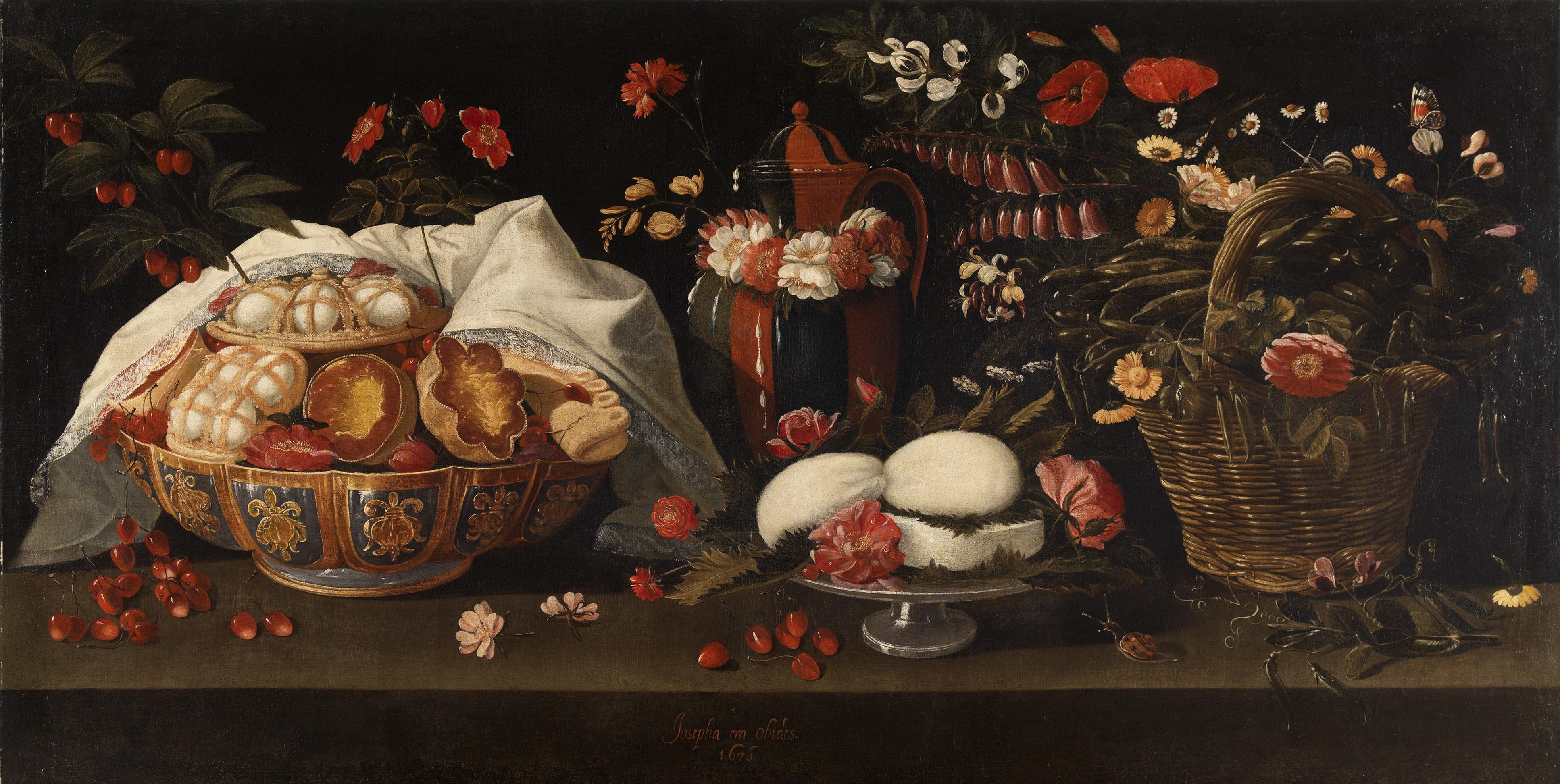
«Натюрморт з коштовним посудом і кошиком квітів», 1676 р.
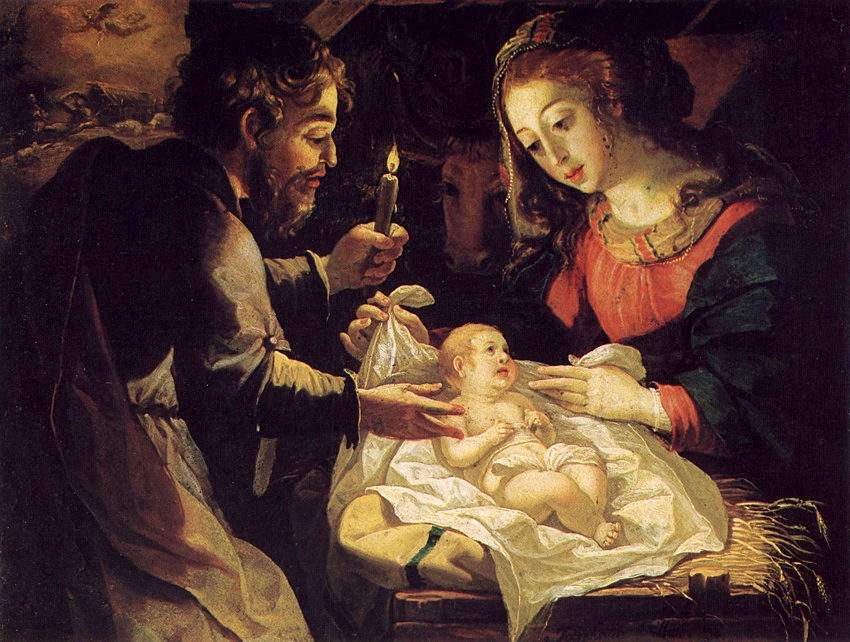
«Різдво» або «Поклоніння немовляті Христу»
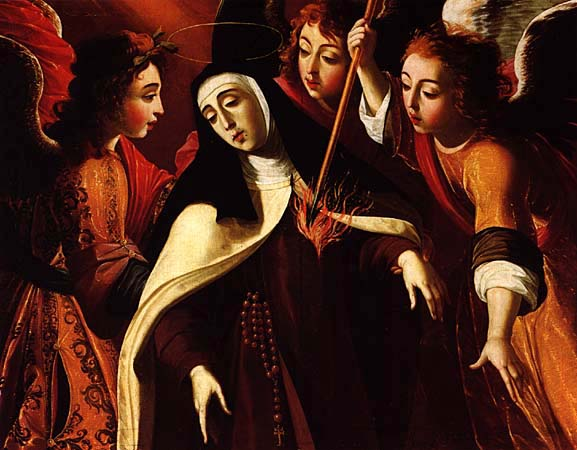
«Свята Тереза Авільська і янголи», 1672 р.
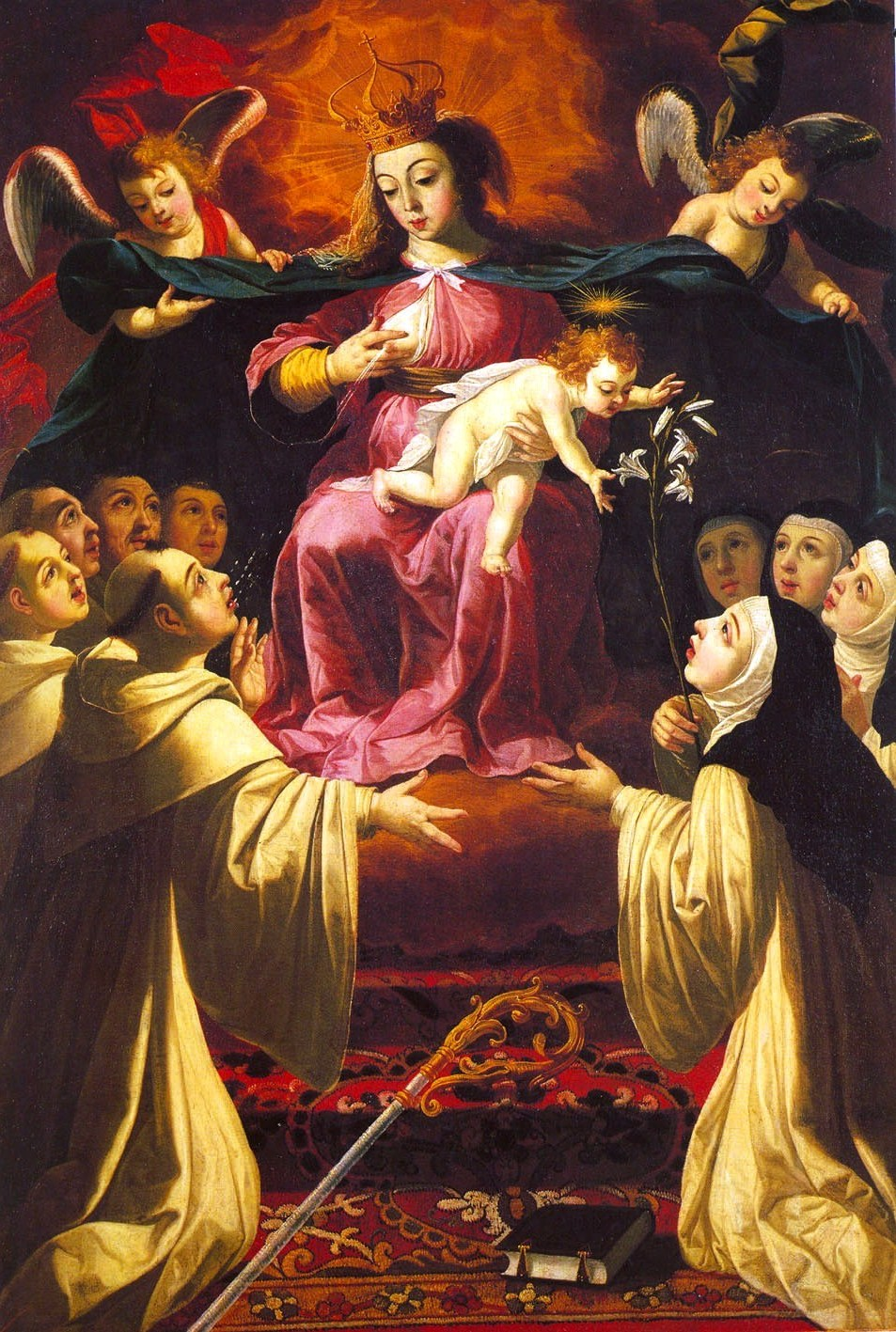
«Святий Бернард отримує молоко Мадонни»,до 1670 р.
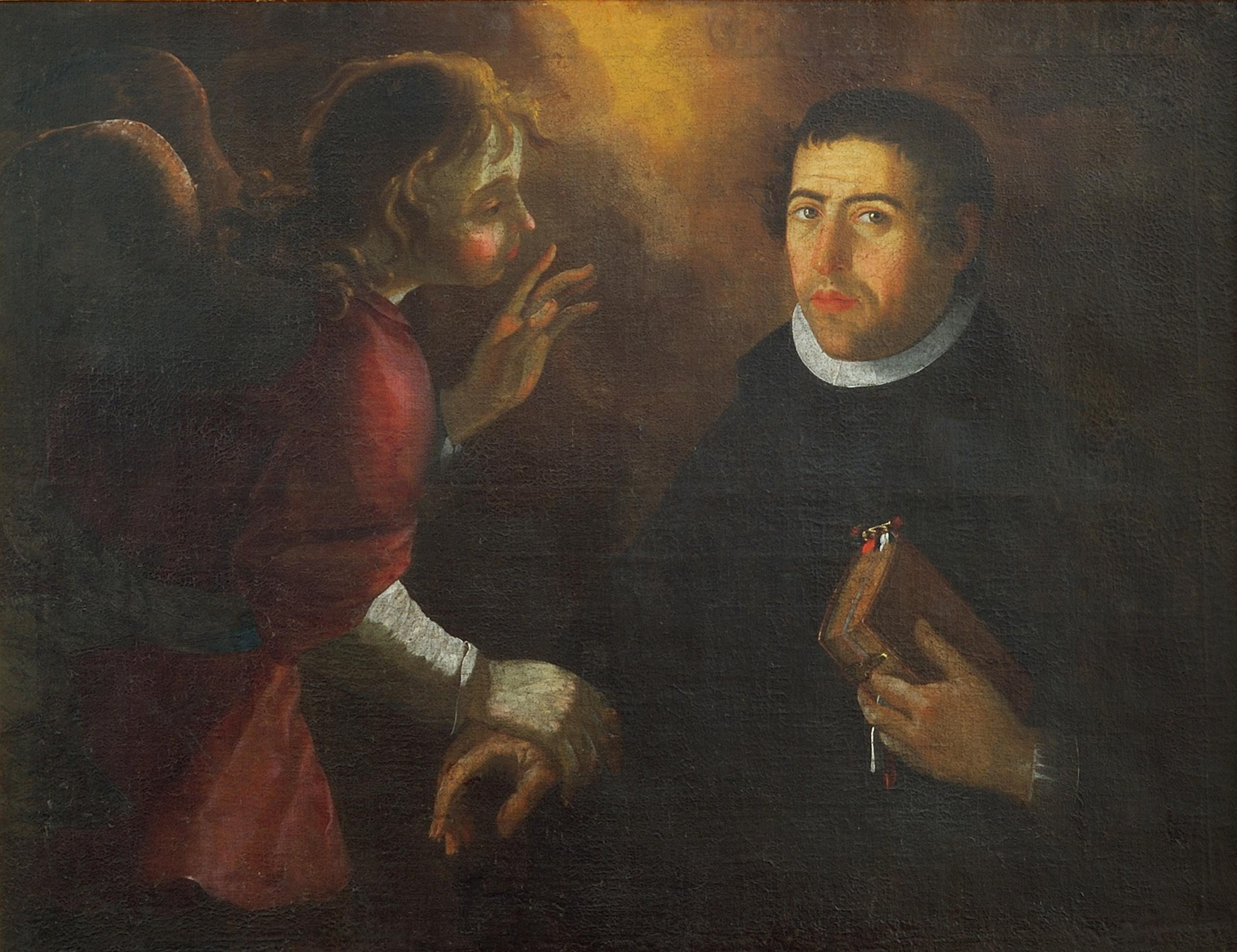
«Портрет Фаустіно де Невеша з янголом», 1670 р.